# B4U (réseau)
 (février 2025).
Si vous disposez d'ouvrages ou d'articles de référence ou si vous connaissez des sites web de qualité traitant du thème abordé ici, merci de compléter l'article en donnant les références utiles à sa vérifiabilité et en les liant à la section « Notes et références ».
 (décembre 2024).
Le contenu est difficilement compréhensible vu les erreurs de traduction, qui sont peut-être dues à l'utilisation d'un logiciel de traduction automatique.

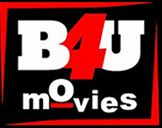
Logo de B4U movies

B4U est un réseau de télévision axé sur le divertissement basé à Bollywood. Le réseau exploite les huit chaînes B4U Music, B4U Movies, B4U Kadak, B4U Bhojpuri, B4U Aflam, B4U Plus, B4U Eldjazairia et B4U Eldjazairia 2 qui sont actuellement disponibles sur plus de 8 satellites différents, dans plus de 100 pays des Amériques, Europe, Moyen-Orient, Afrique et Asie. En outre, la société exploite B4U Motion Pictures, une filiale de production de médias et de divertissement.

## Histoire
En 1999, le réseau nouvellement formé a lancé B4U Movies et B4U Music au Royaume-Uni sur la plateforme Sky Digital sous forme d'abonnement avec Sony Entertainment Television. Le lancement était entouré  De manière controversée, le réseau rival Zee TV a affirmé que B4U avait volé sa base de données d'abonnés britannique. La direction de B4U a affirmé avoir obtenu la base de données auprès d'anciens employés et l'avoir utilisée pour envoyer des mailings afin de promouvoir son service. En 2001, le réseau a continué à lancer des chaînes aux États-Unis et  Canada et Moyen-Orient d'ici la fin de l'année.
En 2000, B4U s'était imposée comme une marque leader de divertissement Bollywood pour la diaspora indienne. Signé par B4U A un accord avec FTV pour diffuser des défilés de mode indiens dans le monde entier ainsi que des événements plus locaux. En 2001, le réseau a remporté 9 Promax Awards. Puis la chaîne s'est lancée dans le cinéma production En 2002, elle participe à la production de tous les films produits par iDream.

## Chaînes de télévision
| Canal              | Lancé            | Langue         | Catégorie      |
| ------------------ | ---------------- | -------------- | -------------- |
| B4U Music          | 1999             | hindi          | Musique        |
| B4U Movies         | 1999             | hindi          | Films          |
| B4U Aflam          | 2013             | arabe          | Films          |
| B4U Hitz           | 2024             | hindi          | Films          |
| B4U Plus           | 2013             | hindi, anglais | GEC/Films      |
| B4U Kadak          | 2019             | hindi          | Films          |
| B4U Bhojpuri       | 2019             | Bhojpuri       | Films          |
| Dhamaka Movies B4U | 20 novembre 2022 | hindi          | Films          |
| B4U Eldjazaïria    | 2001             | arabe          | Divertissement |
| B4U Eldjazaïria 2  | 2017             | arabe          | Divertissement |